# Allium garganicum
Allium garganicum är en amaryllisväxtart som beskrevs av Brullo, Pavone, Salmeri och Terrasi. Allium garganicum ingår i släktet lökar, och familjen amaryllisväxter. Inga underarter finns listade i Catalogue of Life.